# Пони, Петру
Петру Пони (рум. Petru Poni; 4 января 1841, Кукутень, Западная Молдавия — 2 апреля 1925, Яссы, Королевство Румыния) — румынский химик, минералог, педагог, профессор Ясского университета, действительный член Академии Румынии (с 1879). Государственный деятель.

## Биография
Из крестьян. Учился в Минералогической академии. Ученик Августа Лауриано и Симеона Бэрнуциу. В 1865 году продолжил учёбу в Парижском университете, где изучал химию.
Вернувшись на родину, с 1866 года работал преподавателем физики и химии в Яссах и в военном училище там же. 
С 1878 года — профессор Ясского университета. Преподавал на медицинском и естественнонаучном факультетах, затем только на кафедре химии минералов. В 1878 году был назначен деканом химического факультета Ясского университета, где преподавал 33 года. Здесь он основал: Первую химическую лабораторию университета (1882) и кафедру органической химии (1891).
Политик. Член Национальной либеральной партии Румынии.
Государственный деятель, служил в качестве министра по делам религии и образования в 1891, 1895-1896 и в 1918 годах.
Был президентом Румынской Академии с 1898 по 1901 и с 1916 по 1920 год. Служил примаром (мэром) города Яссы в 1907 и 1922 годах. 
Был женат на румынской поэтессе Матильде Куглер-Пони.
Похоронен в Яссах на кладбище Этернитатя.

## Научная деятельность
Основные научные работы Петру Пони связаны с изучением минеральных вод, месторождений руд и нефти. Доказал, что ароматические углеводороды содержатся не только в сырой нефти, но и в продуктах её перегонки при нормальном давлении.
Автор «Курса элементарной химии» (1869). Занимался разработкой химической номенклатуры на румынском языке.

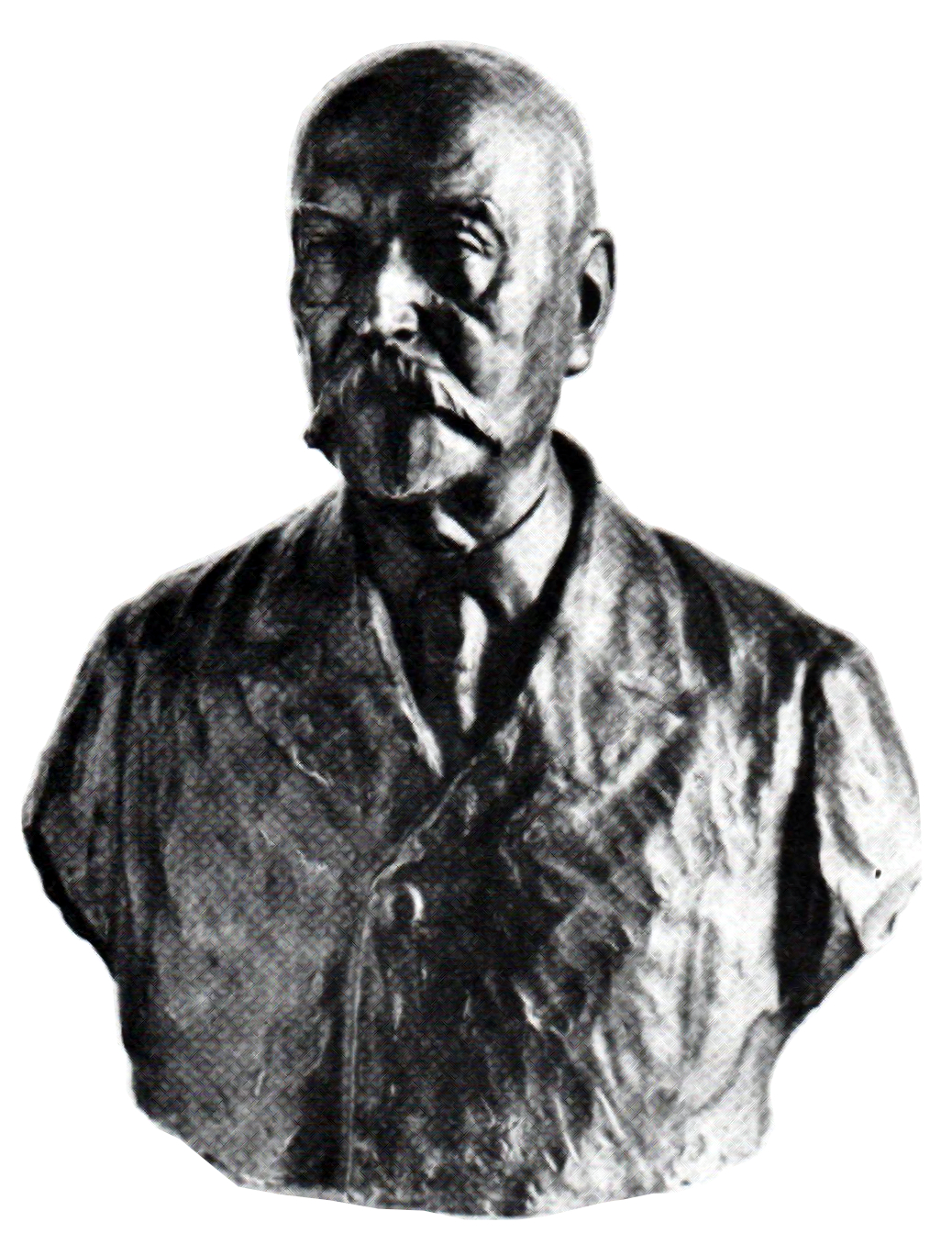
Бюст П. Пони скульптора Д. Пачуря

## Память
- Имя Петру Пони носит Институт макромолекулярной химии в Бухаресте (Institutul de Chimie Macromoleculară Petru Poni).